# Hydraotes Colles
Gli Hydraotes Colles sono una struttura geologica della superficie di Marte.